# Sisters Olive Trees of Noah

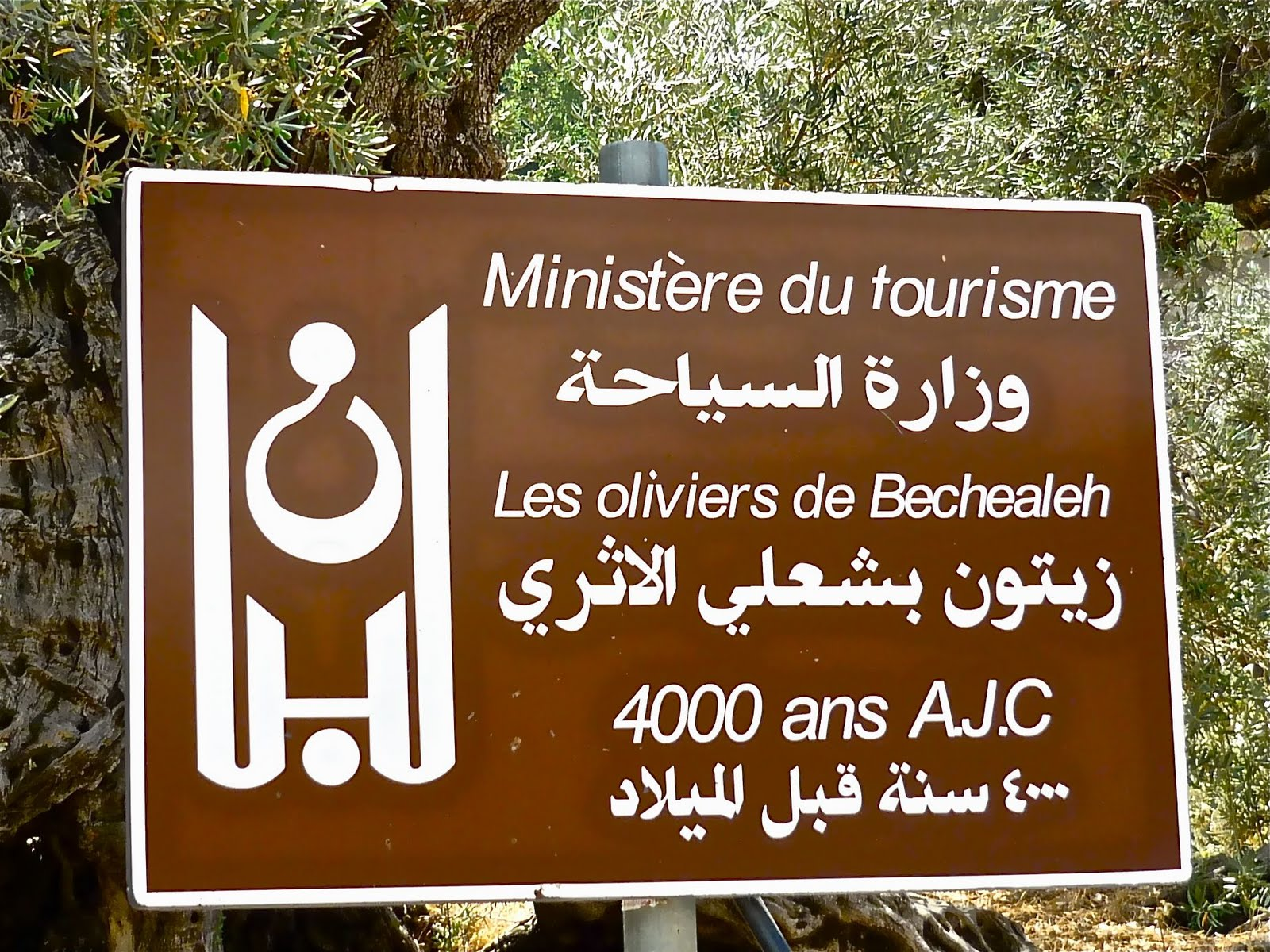
Placa dada à vila pelo Ministério do Turismo após a possível idade das árvores foi divulgada em 1999

Sisters Olive Trees of Noah, em português As Irmãs ou As Oliveiras Irmãs de Noé, são um bosque de dezesseis oliveiras na cidade libanesa de Bcheale.
De acordo com o folclore local, as árvores têm pelo menos 5.000 anos, podendo chegar a uma estimtiva de até 6.000 anos ou mais. Se isso estiver correto, elas podem ser as árvores vivas não-clonais mais antigas do mundo, pois a idade mais antiga e definitivamente estabelecida para uma árvore viva é de 5.064 anos (a partir de 2014) para um Pinheiro Bristlecone da Grande Bacia na Califórnia. A idade de qualquer uma das irmãs não foi determinada pela dendrocronologia (datação por anéis de árvores) e possivelmente não pode ser devida à deterioração das estruturas internas dos anéis de árvores ao longo do tempo.
A lenda popular também atribui As Irmãs como a fonte do ramo de oliveira que retornou à Arca de Noé, no final do Dilúvio Bíblico. As árvores ainda produzem azeitonas, e um esforço de preservação foi realizado pela organização sem fins lucrativos Sisters Olive Oil, que comercializou óleo dessas azeitonas.